# 莉萨·弗兰凯蒂
莉萨·玛丽·弗兰凯蒂（英語：Lisa Marie Franchetti，1964年4月25日—），美國海軍上将，自2022年9月2日起担任第42任海军副作战部长，并被提名为第33任海军作战部长。2023年11月2日，美國參議院通過任命案，弗兰凯蒂正式擔任第33任海軍作戰部長，成為第一位擔任五角大廈軍種首長的女性，也是參謀長聯席會議的第一位女性成員。